# Simprulla
Genre
Synonymes
- Donatinus Chickering, 1946

Simprulla est un genre d'araignées aranéomorphes de la famille des Salticidae.

## Distribution
Les espèces de ce genre se rencontrent en Amérique du Sud et au Panama.

## Liste des espèces
Selon World Spider Catalog (version 18.0, 18/05/2017) :
- Simprulla argentina Mello-Leitão, 1940
- Simprulla nigricolor Simon, 1901

## Publication originale
- Simon, 1901 : Études arachnologiques. 31e Mémoire. L. Descriptions d'espèces nouvelles de la famille des Salticidae (suite). Annales de la Société Entomologique de France, vol. 70, p. 66-76 (texte intégral).